# Huxi Jiedao
Huxi Jiedao (kinesiska: 湖西街道, 湖西) är en socken i Kina. Den ligger i provinsen Shandong, i den östra delen av landet, omkring 98 kilometer väster om provinshuvudstaden Jinan. Antalet invånare är 40 151. Befolkningen består av 18 881 kvinnor och 21 270 män. Barn under 15 år utgör 17,0 %, vuxna 15-64 år 76 %, och äldre över 65 år 5,0 %.
Genomsnittlig årsnederbörd är 671 millimeter. Den regnigaste månaden är juli, med i genomsnitt 215 mm nederbörd, och den torraste är januari, med 4 mm nederbörd.